# Trabuco Canyon
Trabuco Canyon é uma comunidade não-incorporada localizada no Estado americano da Califórnia, no Condado de Orange. A comunidade situa-se ao norte de Rancho Santa Margarita, na região das Montanhas Santa Ana.
Um ponto de referência da comunidade é a Trabuco Oaks Steak House, conhecida pelas boas refeições servidas; foi o restaurante favorito do Presidente Richard Nixon. Também é popular o restaurante mexicano Rose Canyon Cantina.
Em 21 de outubro de 2007 a comunidade foi uma das atingidas pelos incêndios florestais de grandes proporções que assolaram a região.
O código de área é 949.